# 锡斯特利亚
西斯特利亚，是西班牙加泰罗尼亚赫罗纳省的一个市镇。总面积26平方公里，总人口243人（2001年），人口密度9人/平方公里。